# Rhyssalus caenophanoides
Rhyssalus caenophanoides är en stekelart som beskrevs av William Harris Ashmead 1894. Rhyssalus caenophanoides ingår i släktet Rhyssalus och familjen bracksteklar. Inga underarter finns listade i Catalogue of Life.